# 完颜撒改 (纳鲁浑河人)
完颜撒改（？—1164年），上京纳鲁浑河人，金朝政治人物。
他的祖先居住在兀冷窟河。他身材高大，力气过人，擅长使用长枪。金军南征时，完颜宗辅担任右副元帅，将他收在麾下，赐给他金牌，让他督察军事。天眷元年，完颜撒改被授予本班祗候郎君详稳一职。后来跟随军队前往泰州路，军帅任命他为万户，统领银术可等猛安，驻守北部边境，多次立下战功。天德二年正月，完颜亮派遣完颜撒改前往西夏国，告知自己即位的事，顺便让完颜撒改观察夏国的态度。完颜撒改返回后，奏报符合完颜亮的心意，因此被任命为尚书兵部郎中。后来改任同知会宁尹，升任迭剌部族节度使，又改任瓯里本群牧使，再任曷懒路都总管。完颜亮讨伐南宋时，完颜撒改被授予卫州防御使，担任武震军都总管。金世宗完颜雍即位后，派遣使者征召完颜撒改，他抵达后，被任命为昌武军节度使。不久后担任山东路元帅副都统，改任安化军节度使，仍兼任副都统一职。大定四年，完颜撒改调任安武军节度使，依旧兼任副都统。他率领山东、大名、东平三路军队八万多人渡过淮河，会合大军讨伐南宋。进军到楚州时，南宋派遣使者前来进献岁币。撤军返回邳州后，完颜撒改去世。